# J. M. Troska
Jan Matzal (3. srpen 1881 Valašské Klobouky – 3. září 1961 Praha) byl český spisovatel, který publikoval ve 30. a 40. letech 20. století. Sci-fi, která ho proslavila, psal pod pseudonymem J. M. Troska (trpký žert odkazující na Menièrovu chorobu, kterou trpěl a která z něj předčasně udělala invalidu), krom toho používal i pseudonym Jan Merfort, pod nímž napsal jeden vesnický román a několik fejetonů. V roce 1947 dosáhl úřední změny svého jména na Jan Troska.

## Život
Narodil se v rodině notářského písaře Jana Matzala a jeho ženy Adély Bardonkové. Celé své mládí prožil ve Vyškově. V Brně vystudoval obchodní školu. Po studiích odešel do Škodových závodů v Plzni, kde přijal místo účetního. V Plzni se také roku 1909 oženil.
Postupně vystřídal místa v několika předních strojírnách a slévárnách, v roce 1917 byl za trest zmobilizován a odeslán na italskou frontu (zastal se dělníků kvůli snížení dávek a kryl sabotáže dělníků, nad kterými měl dozor). Po válce byl odvelen na Slovensko (v souvislosti s ohrožením maďarskou Rudou armádou). Po demobilizaci se vrátil k původnímu povolání. Od roku 1926 byl vyslán na pět let do Srbska, kde byl ve Smederevu a Bělehradě ředitelem strojíren. Poté se vrátil do vlasti. Nejdříve byl účetním v továrně na izolátory v Lounech, pak pracoval v továrně na elektrická zařízení Ježek v Hradci Králové.
V 49 letech musel kvůli své nemoci do invalidního důchodu. Ten si krátil literární činností (1931–1949). Trpěl Menièrovou chorobou.

### Posmrtná ocenění
Zatímco šedesátých narozenin J. M. Trosky si ještě povšimlo více deníků, jeho úmrtí zaznamenaly pouze Literární noviny (a to ještě bez uvedení přesného data). Od roku 1947 do roku 1969 nebylo vydáno žádné z jeho děl. Reedice tří jeho románů vyšly v letech 1969-1970, znovu pak byla velká část jeho díla vydána po roce 1989.
- Po spisovateli byl pojmenován asteroid hlavního pásu 17776 Troska, objevený v roce 1998 na Ondřejovské hvězdárně.
- Podle kosmické lodi z Troskovy trilogie Zápas s nebem se každoročně uděluje cena Aeronautilus pro autory a organizátory SF literatury.

## Dílo
Dílo J. M. Trosky se vyznačuje velikou nápaditostí, strhujícím dějem, jednoduchým jazykem a poněkud svévolným zacházením s fyzikálními zákony.

### Jan Merfort
- Boží soud (1935)

### J. M. Troska
Troskovy sci-fi knihy (vydání do roku 1950):

#### Kapitán Nemo
Největší část díla tvoří série románů, ve kterých se vyskytuje Kapitán Nemo. K této sérii jsou dva nezávislé prequely:
- Vládce mořských hlubin. / Časop. vyd.: Mladý hlasatel 1936/1937 [2. ročník]. Praha / „Knihovna Mladého hlasatele. Sv. 3.“ Ilustrace Vojtěch Živný; Praha: V. Šeba [b. r.]. 191 s. / Obálka a ilustrace Miloš Novák.[pozn. 2]; Praha: K. Červenka 1942. 183 s. / Obálka a ilustrace Vojtěch Živný.
- Paprsky života a smrti. / Časop. vyd.: Mladý hlasatel 1937/1938 [3. ročník]. Praha / „Knihovna Mladého hlasatele. Sv. 7.“ Ilustrace Vojtěch Živný.
- Pistole míru. Román budoucnosti. / Praha: Toužimský a Moravec 1941 / Obálka Zdeněk Burian, ilustrace Jiří Wowk. jde o rozšířené vydání díla Paprsky života a smrti.

Následuje trilogie Kapitán Nemo
- Kapitán Nemo I. Nemova říše (Nemův svět) / Praha: Toužimský a Moravec 1939, 1941 / Obálka Zdeněk Burian, ilustrace Jiří Wowk; Praha: K. Červenka 1947 [pozn. 3]
- Kapitán Nemo II. Rozkazy z éteru / Praha: Toužimský a Moravec 1939 / Obálka Zdeněk Burian, ilustrace Jiří Wowk; Praha: K. Červenka 1948 / Obálka Jiří Novák, ilustrace Jiří Wowk.
- Kapitán Nemo III. Neviditelná armáda / Praha: Toužimský a Moravec 1939 / Obálka Zdeněk Burian, ilustrace Jiří Wowk.

Série je následována příhodami z vesmíru (dějově o generaci později než Kapitán Nemo)
- Zápas s nebem I. Smrtonoš (Dobrodružství z vesmíru) / Praha: Toužimský a Moravec 1940, 1943 / Obálka Zdeněk Burian, ilustrace Jiří Wowk.[pozn. 4]
- Zápas s nebem II. Podobni bohům / Praha: Toužimský a Moravec 1940 / Obálka Zdeněk Burian, ilustrace Jiří Wowk.
- Zápas s nebem III. Metla nebes / Praha: Toužimský a Moravec 1941 a 1943 / Obálka Zdeněk Burian, ilustrace Jiří Wowk.[pozn. 5]
- Planeta Leon I. / Praha: K. Červenka 1943 / Obálka a ilustrace Vojtěch Živný.
- Planeta Leon II. / Praha: K. Červenka 1944 / Obálka a ilustrace Vojtěch Živný.

#### Mimo řadu
- Peklo v ráji. Román mladistvého dobrodruha. / Praha: Toužimský a Moravec 1941 / „S puškou a lassem.“ Obálka Zdeněk Burian, ilustrace Jiří Wowk.
- Záhadný ostrov. Dobrodružný román. / Praha: V. Šeba [1941] / Obálka a ilustrace Miloš Novák; Praha: K. Červenka 1942. 149 s. – 3000 výt. / Obálka a ilustrace Vojtěch Živný.
- Vládcové vesmíru. Technicko–fantastický román. / Časop. vyd.: Mladý technik 1947. Praha / Anonymní ilustrace.